# الأجانب المحتجزون لدى العراق خلال أزمة الخليج 1990–1991
الأجانب المحتجزون لدى العراق خلال أزمة الخليج 1990–1991 (بالإنجليزية: Foreign nationals held by Iraq during the 1990–1991 Gulf crisis) في أعقاب غزو الكويت في أوائل أغسطس 1990، احتجز العراق مئات من الرعايا الأجانب—معظمهم من الأمريكيين ومواطني دول أخرى—كـرهائن، وأبقاهم في الكويت والعراق لعدة أشهر. وقد أعلن العراق لاحقًا أن الكويت أصبحت المحافظة التاسعة عشرة له، وأمر أكثر من 60 بعثة دبلوماسية في الكويت بإغلاق السفارات الخاصة بهم في الكويت بحلول 24 أغسطس ونقل موظفيها إلى بغداد. وبحلول 15 سبتمبر، كانت حوالي 40 دولة قد امتثلت للتوجيه العراقي، رغم أن معظمها قدم احتجاجات رسمية. وقد استُخدم الرهائن كوسيلة للضغط لردع أي عمل عسكري محتمل ضد العراق. وخلال هذه الفترة، جرت مجموعة من الجهود الدبلوماسية والسياسية والإنسانية لتأمين الإفراج عنهم.
تناول قرار مجلس الأمن رقم 664 الصادر في 18 أغسطس هذه المسألة. ففي هذا القرار أعرب المجلس عن قلقه العميق إزاء معاملة رعايا الدول الأجانب في العراق والكويت. وأكد التزامات العراق في هذا الصدد بموجب القانون الدولي، ودعا الحكومة العراقية إلى السماح ومساعدة رعايا هذه الدول على مغادرة كل من الكويت والعراق. كما طالب بالسماح الفوري وغير المنقطع للمسؤولين القنصليين بالوصول إلى هؤلاء الأفراد.
في 15 سبتمبر 1990، داهم جنود عراقيون مقر السفير الفرنسي، واحتجزوا الملحق العسكري وثلاثة مدنيين، نُقلوا إلى مكان مجهول. أُفرج عن الملحق العسكري لاحقًا، لكن مصير المدنيين ظل غير واضح. وكانت فرنسا قد شكلت موردًا رئيسيًا للعراق خلال حربه مع إيران بين عامي 1980 و1988. وردًا على هذا الحادث، تم استدعاء سفير العراق في باريس، عبد الرزاق الهاشمي، لتقديم إيضاحات. وذكر أنه لم يعد هناك حكومة في الكويت وأنه «لا توجد دولة اسمها دولة الكويت». ونتيجة لذلك، جادل بأن اتفاقية فيينا للعلاقات الدبلوماسية لعام 1961 لم تعد تنطبق علي هذا الموقف، وأن الحاضرين لم يعد يُعتبرون دبلوماسيين، إذ لم تعد السفارات في الكويت معترفًا بها.
في 7 ديسمبر 1990، وافق الرئيس صدام حسين على السماح لجميع الرعايا الأجانب، بمن فيهم ألفا غربي، بمغادرة العراق. وفي 9 ديسمبر، أقلعت طائرة تقل 23 رهينة أمريكيًا ورهينة بريطانية واحده في رحلة مستأجرة خاصة نظمها وزير التجارة الأمريكي الأسبق جون كونالي وأوسكار وايت، رئيس مجلس إدارة شركة كوستال، وهي شركة كانت سابقًا من كبار مستوردي النفط الخام العراقي.